# 克里斯蒂嫩塔尔
克里斯蒂嫩塔尔（德語：Christinenthal）是德国石勒苏益格－荷尔斯泰因州的一个市镇。总面积3.37平方公里，总人口49人，其中男性22人，女性27人（2011年12月31日），人口密度15人/平方公里。